# Rugby Club Suresnes Hauts-de-Seine
Maillots
Actualités
Le Rugby Club Suresnes Hauts-de-Seine (RCS) est un club français de rugby à XV basé à Suresnes (Hauts-de-Seine).
Il évolue en Nationale pour la saison 2024-2025.

## Historique

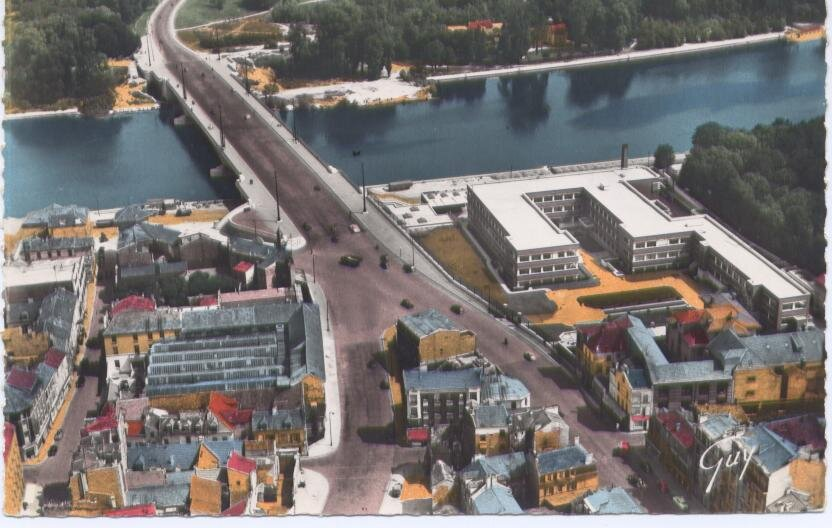
Suresnes dans les années 1970 (au niveau du pont).

À Suresnes, le rugby est d'abord une discipline pratiquée dans le cadre scolaire pendant les années 1940, avant de devenir une section des White Harriers (les « Lévriers blancs »), ou WH, club omnisports créé en 1908 par deux Britanniques. Les couleurs du RCS sont d'ailleurs héritées des WH.
En 1962, Léon Dussert crée une école de rugby, qui met l'accent sur la formation, préfiguration des écoles de rugby modernes. Elle s'installe à Puteaux, revient à Suresnes en 1972 et fusionne l'année suivante avec l'équipe locale des WH, afin de donner naissance au Rugby Club suresnois. En 1976, le club se dote d'un banda et d'un logo, réalisé par les frères Monnier et le fils aîné de M. Saillard. De couleurs vert et noir, sa forme s'inspire d'un blason trouvé dans un livre. Il comprend une grappe de raisin (rappelant l'histoire viticole de Suresnes, et notamment les vignes d'Étienne Lafourcade, où ils faisaient les vendanges chaque année) et un saxophone (pour rendre hommage à la musique soutenant l'équipe).
Le club s'entraîne sur les hauteurs du mont Valérien, dans le stade Jean-Moulin de Suresnes (ancien stade Salvador-Allende) depuis 1975. Celui-ci ne comptait qu'au départ un seul terrain, en sable, et aucun vestiaire, obligeant les joueurs à aller se changer dans le gymnase de l'autre côté de la rue. De nos jours, il y a trois terrains, des vestiaires, un club-house et des bureaux. 600 licenciés y pratiquent le rugby.
Après deux années en division d'honneur, le RCS accède en 1980 à la troisième division et en 1983 à la deuxième, une seconde fois en 1992.
Après avoir été entraîneur puis président du club durant les années 1990-2000, le commissaire Robert Broussard est depuis 2015 président d'honneur du RCS,,,,.
Alors qu'il fait son retour en Fédérale 1 en 2017-2018, le club se dote au mois d'avril d'une SASP nommée Rugby Club Suresnes Hauts-de-Seine, présidée par Laurent Piepszownik et Olivier Pouligny,. Il termine cette saison 2017-2018 à la 9e place de la poule 4.
La saison 2018-2019 n'est pas meilleure, il termine également à la 9e place de la poule 1.
En novembre 2019, le conseil d’administration du lycée Paul-Langevin de Suresnes adopte un partenariat avec le RCS, comprenant notamment des ateliers d’initiation au rugby, pour garçons et filles.
Pour la saison 2019-2020 tronquée par la pandémie de Covid-19, le RC Suresnes termine à la 3e place de la poule 1 ; cette place lui permet d'être invitée à participer à la saison inaugurale de Nationale, passerelle entre la Pro D2 professionnelle et la Fédérale 1 amateur.
Pour la première édition de cette championnat de France de rugby à XV de 3e division, une nouvelle fois tronquée par la pandémie et du deuxième confinement de 2020, le RCS termine à l'avant dernière place de l'unique poule.
Aucune équipe n'ayant été reléguée, le RCS se trouve de nouveau engagé en Nationale pour la saison 2021-2022.
Lors de la saison 2023-2024, le RC Suresnes se qualifie pour les phases finales. À l'extérieur pour le match de barrage, il élimine le SC Albi grâce à une pénalité en fin de match. Il affronte le Stade niçois en demi-finale.

## Palmarès

### Équipes de jeunes
- Vainqueur de la Coupe Jules-Balandrade : 2011

## Identité visuelle

### Logo

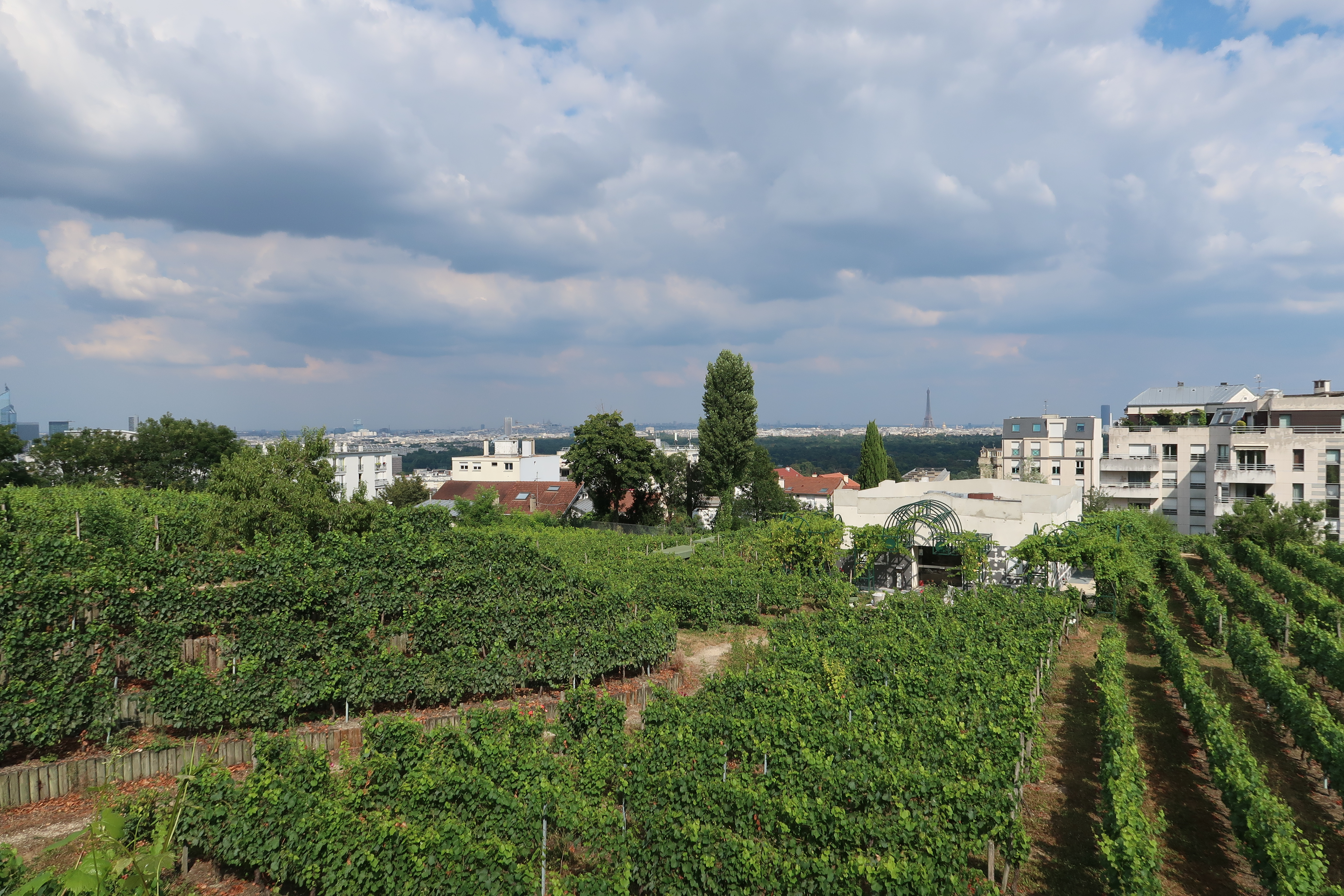
Vigne municipale de Suresnes.

La grappe de raisin est présente pour rappeler les vignes de Suresnes, et le saxophone représente la banda.

Évolution du logo
Abandonné en 2018.
Depuis 2018.

### Maillots
| Saison 2022-2023            |           |
| --------------------------- | --------- |
| \| Domicile \| Extérieur \| |           |
| Domicile                    | Extérieur |

## Joueurs et personnalités du club

### Effectif actuel (2023-2024)
| Poste            | Nom                          | Naissance         | Nationalité sportive | International | Dernier club             | Arrivée au club (année) |
| ---------------- | ---------------------------- | ----------------- | -------------------- | ------------- | ------------------------ | ----------------------- |
| Pilier           | Lucas Dycke                  | 20 mai 1999       | France               | -             | RC Vannes                | 2022                    |
| Pilier           | Sébastien Lafrancesca        | 12 janvier 1998   | France               | -             | RC Drancy                | 2022                    |
| Pilier           | Tolga Hakli                  | 11 janvier 2002   | France               | -             | AS Béziers               | 2022                    |
| Pilier           | Leandro Assi                 | 27 avril 1989     | Argentine            | -             | CS Bourgoin-Jallieu      | 2022                    |
| Pilier           | Aïtham Meksoud               | 18 août 2000      | Algérie              | 1 (0)         | BUC Saint-Josse          | 2020                    |
| Pilier           | Victor Damian Arias          | 5 avril 1990      | Argentine            | -             | USBPA                    | 2022                    |
| Talonneur        | Anthony Bajart               | 12 mai 1995       | France               | -             | Stade français (espoirs) | 2017                    |
| Talonneur        | Hayam El Bibouji             | 13 décembre 2001  | France               | -             | Formé au club            | 2020                    |
| Deuxième ligne   | Yakine Djebbari              | 16 décembre 1995  | Algérie              | 11 (15)       | AC Bobigny               | 2017                    |
| Deuxième ligne   | Florian Desbordes            | 1er janvier 1996  | France               | -             | Stade dijonnais          | 2022                    |
| Deuxième ligne   | Damien Bozic                 | 5 septembre 2002  | France               | -             | Formé au club            | 2010                    |
| Deuxième ligne   | Christopher van Leeuwen      | 26 avril 1995     | Pays-Bas             | 3 (0)         | US Bergerac              | 2020                    |
| Deuxième ligne   | Youssouf Yatera              | 7 novembre 2001   | France               | -             | PUC                      | 2020                    |
| Deuxième ligne   | Sacha Yahi                   | 28 décembre 1999  | France               | -             | SU Agen                  | 2021                    |
| Troisième ligne  | Arthur Falcon de Longevialle | 8 décembre 1993   | France               | -             | Formé au club            | 2017                    |
| Troisième ligne  | Louis-Matthieu Jazeix        | 4 juin 1993       | France               | -             | US Carcassonne           | 2022                    |
| Troisième ligne  | Ali Dabo                     | 4 mai 2001        | France               | -             | Stade Français (espoirs) | 2019                    |
| Troisième ligne  | Wian Vosloo                  | 15 février 1995   | Afrique du Sud       | -             | Blue Bulls               | 2021                    |
| Demi de mêlée    | Théo Bachiri                 | 24 décembre 2002  | France               | -             | Section paloise          | 2022                    |
| Demi de mêlée    | Thomas Lacroix               | 20 octobre 1996   | Algérie              | 5 (5)         | Stade Dijonnais          | 2023                    |
| Demi d'ouverture | Ignacio Mieres               | 6 avril 1987      | Argentine            | -             | Stade Dijonnais          | 2022                    |
| Centre           | Petero Tuwaï                 | 12 octobre 1995   | Fidji                | -             | Rugby Club Toulonnais    | 2022                    |
| Centre           | Hugo Detré                   | 20 décembre 1997  | France               | -             | RC Drancy                | 2022                    |
| Ailier           | Faraj Fartass                | 15 mars 1997      | France               | -             | Beauvais XV RC           | 2022                    |
| Ailier           | Thomas Baudy                 | 2 juillet 1998    | France               | -             | RC Aubenas Vals          | 2022                    |
| Ailier           | Ervin Muric                  | 3 janvier 1997    | Belgique             | 12 (0)        | Hartpury University      | 2021                    |
| Ailier           | Alexis Clément               | 2 mars 2000       | France               | -             | RC Aubenas Vals          | 2022                    |
| Arrière          | Goulwen Gueho                | 21 septembre 2000 | France               | -             | ASM (espoirs)            | 2021                    |

‌

### Staff (2023-2024)
| Fonction                     | Nom                  | Naissance         | Nationalité    | Club précédent          | Arrivée au club |
| ---------------------------- | -------------------- | ----------------- | -------------- | ----------------------- | --------------- |
| Manager                      | David Auradou        | 13 novembre 1973  | France         | Stade montois rugby     | 2022            |
| Entraineur des 3/4           | Conrad Stoltz        | 14 septembre 1974 | Afrique du Sud | RC Aubenas Vals         | 2022            |
| Entraineur mêlée             | Guillaume Leleu      | 20 juillet 1974   | France         | RU Dunkerque Littoral   | 2022            |
| Analyste vidéo               | Benjamin Knoll       | -                 | France         | -                       | -               |
| Préparateur physique         | Romain Bolusset      | -                 | France         | Sporting Club albigeois | 2023            |
| Préparateur physique adjoint | Clément Grémy        | -                 | France         | -                       | -               |
| Préparateur physique adjoint | Yannis Benhatta      | -                 | France         | -                       | -               |
| Préparateur physique adjoint | Djoberty Mwumbi      | -                 | France         | -                       | -               |
| Kinésithérapeute             | Jean-Baptiste Legois | -                 | France         | -                       | -               |
| Kinésithérapeute             | Damien Soster        | -                 | France         | -                       | -               |

‌

### Joueurs célèbres
- Hugues Briatte
- Yakine Djebbari

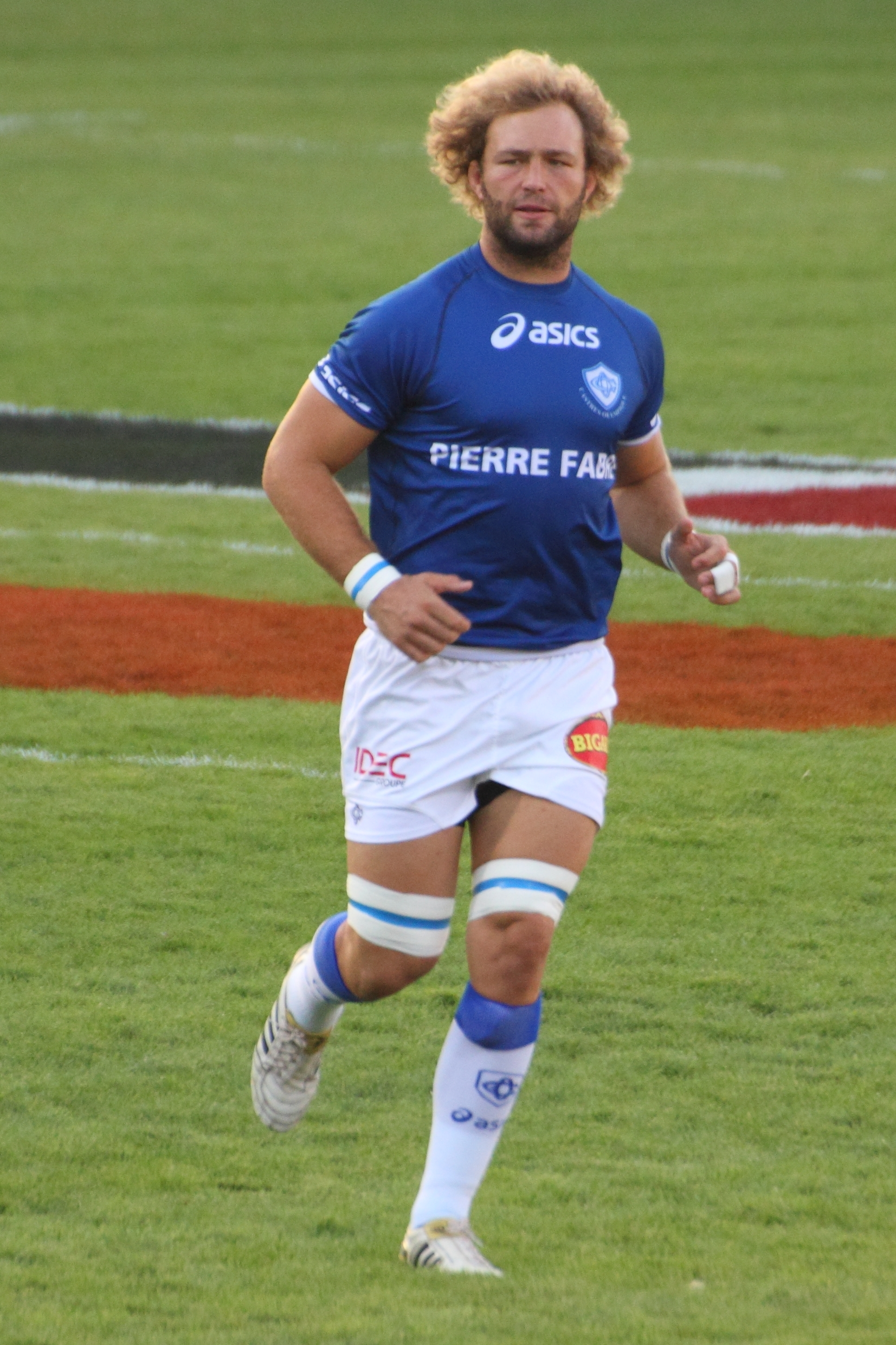
Antonie Claassen
- Petero Tuwaï
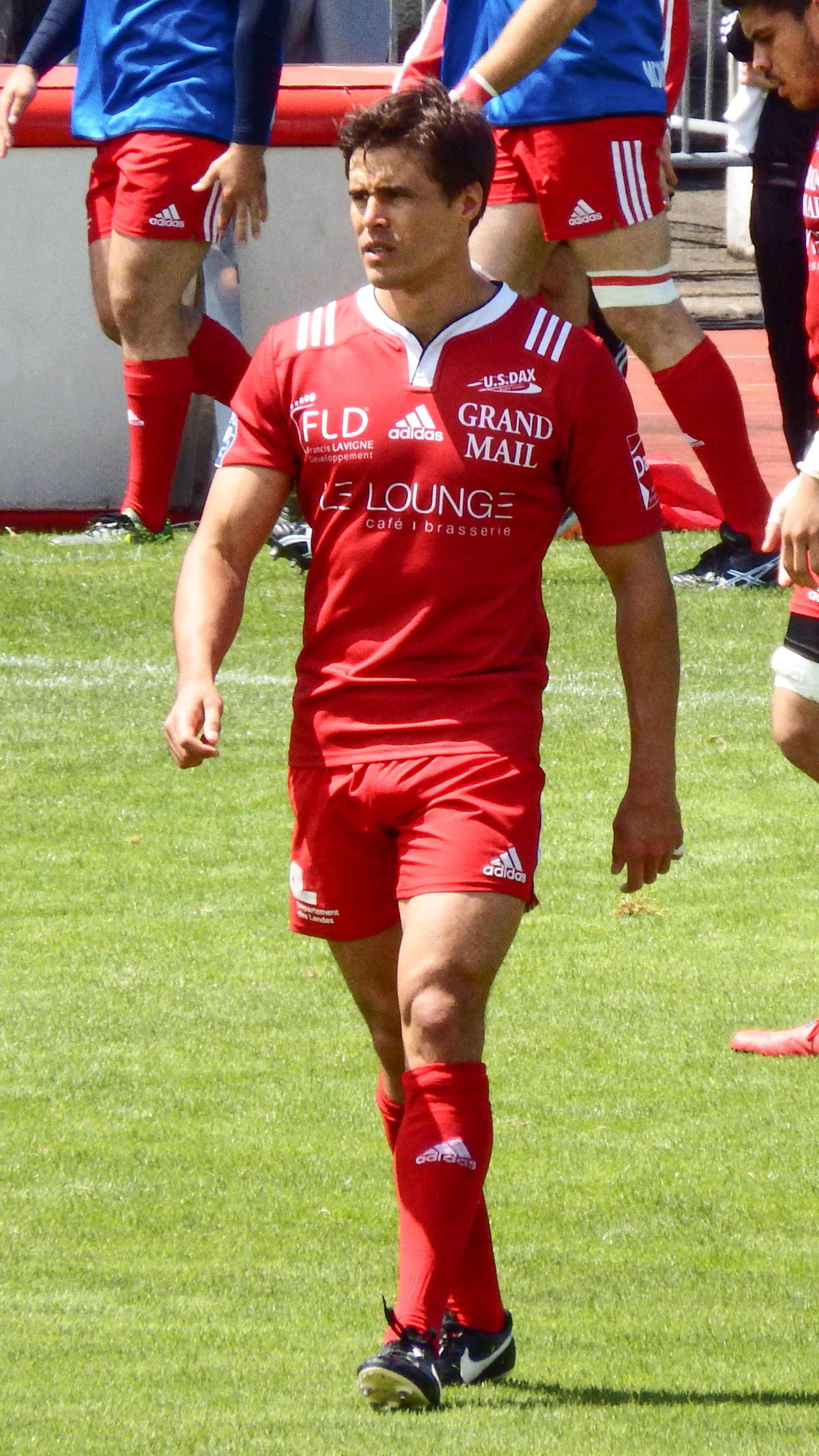
Ignacio Mieres
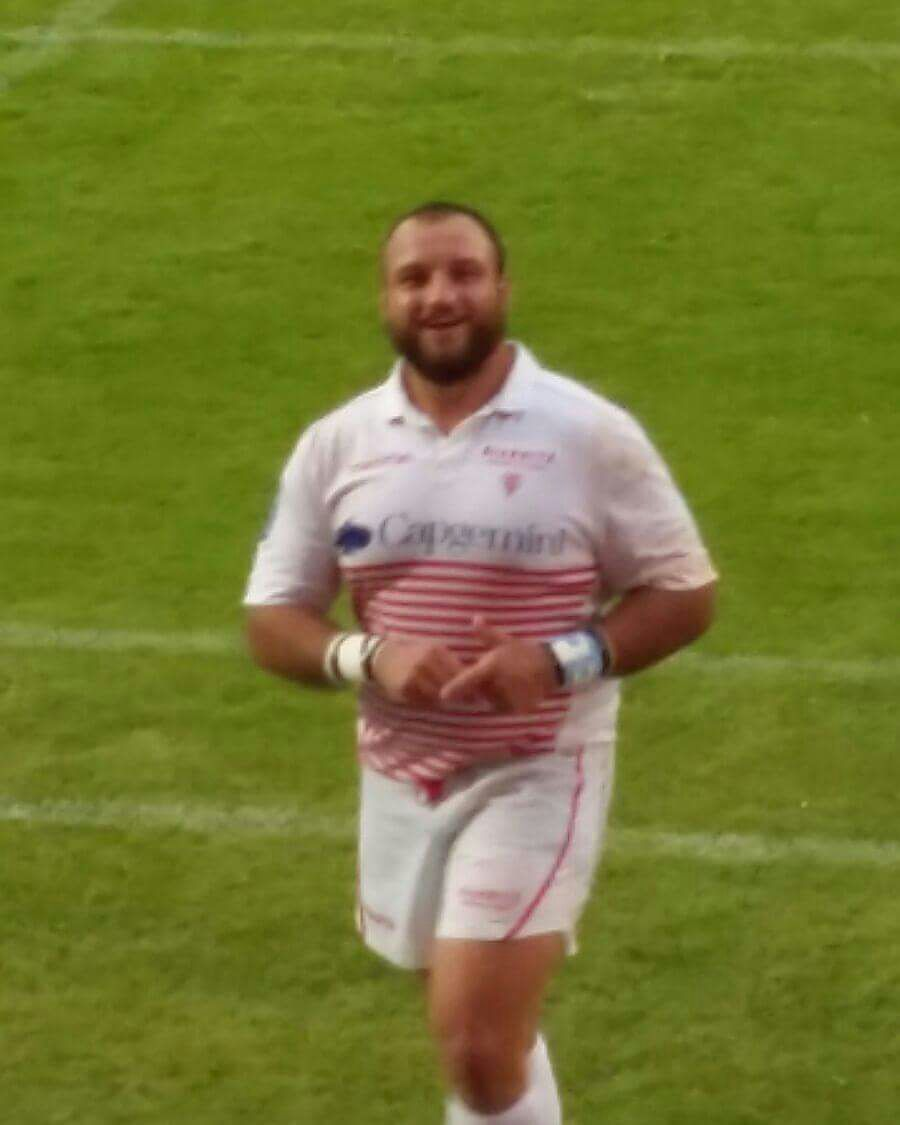
Leandro Assi
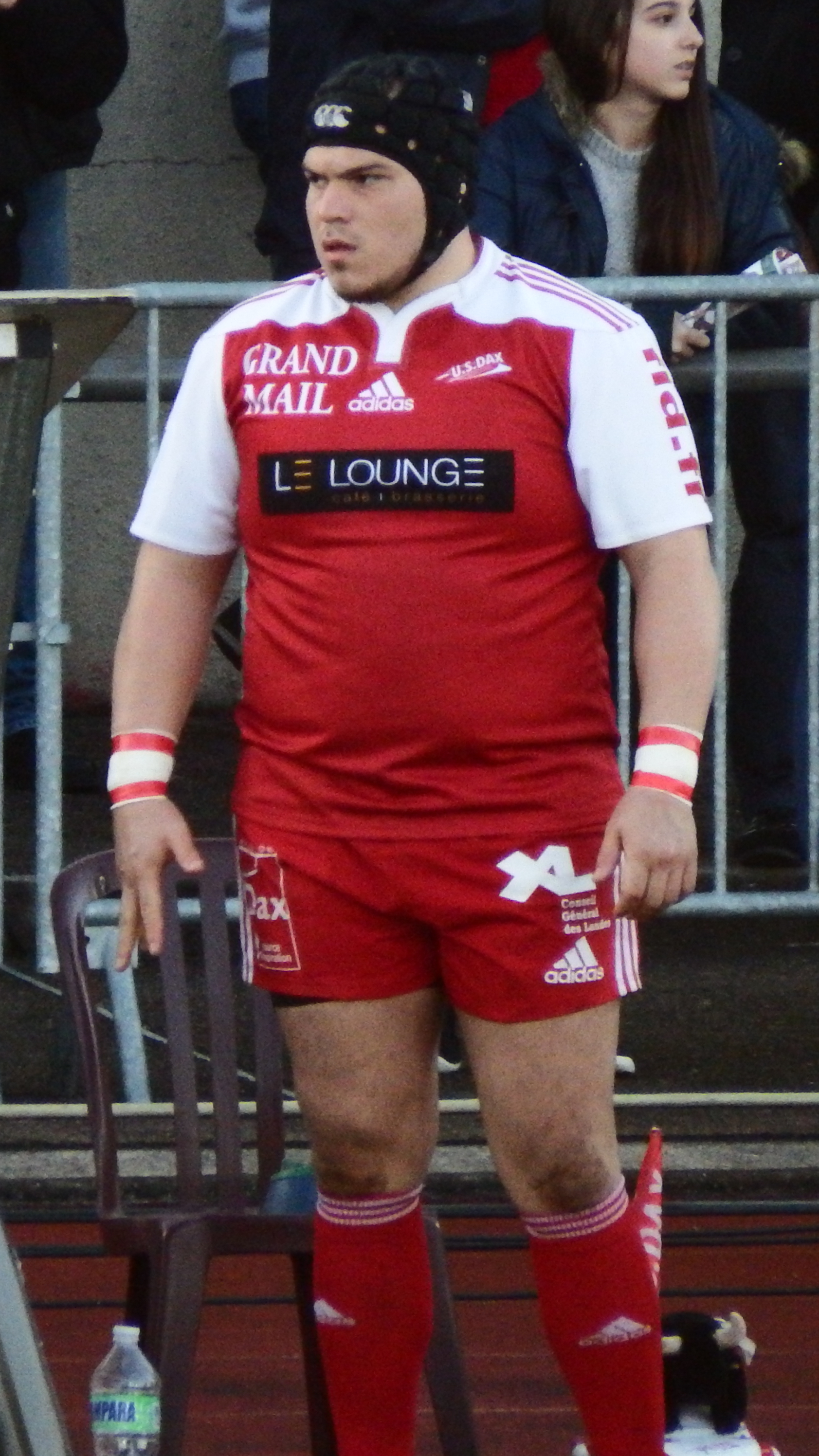
Victor Damian Arias

- Antonie Claassen
- Ignacio Mieres
- Leandro Assi
- Victor Damian Arias

## Structures

### Stade Jean-Moulin

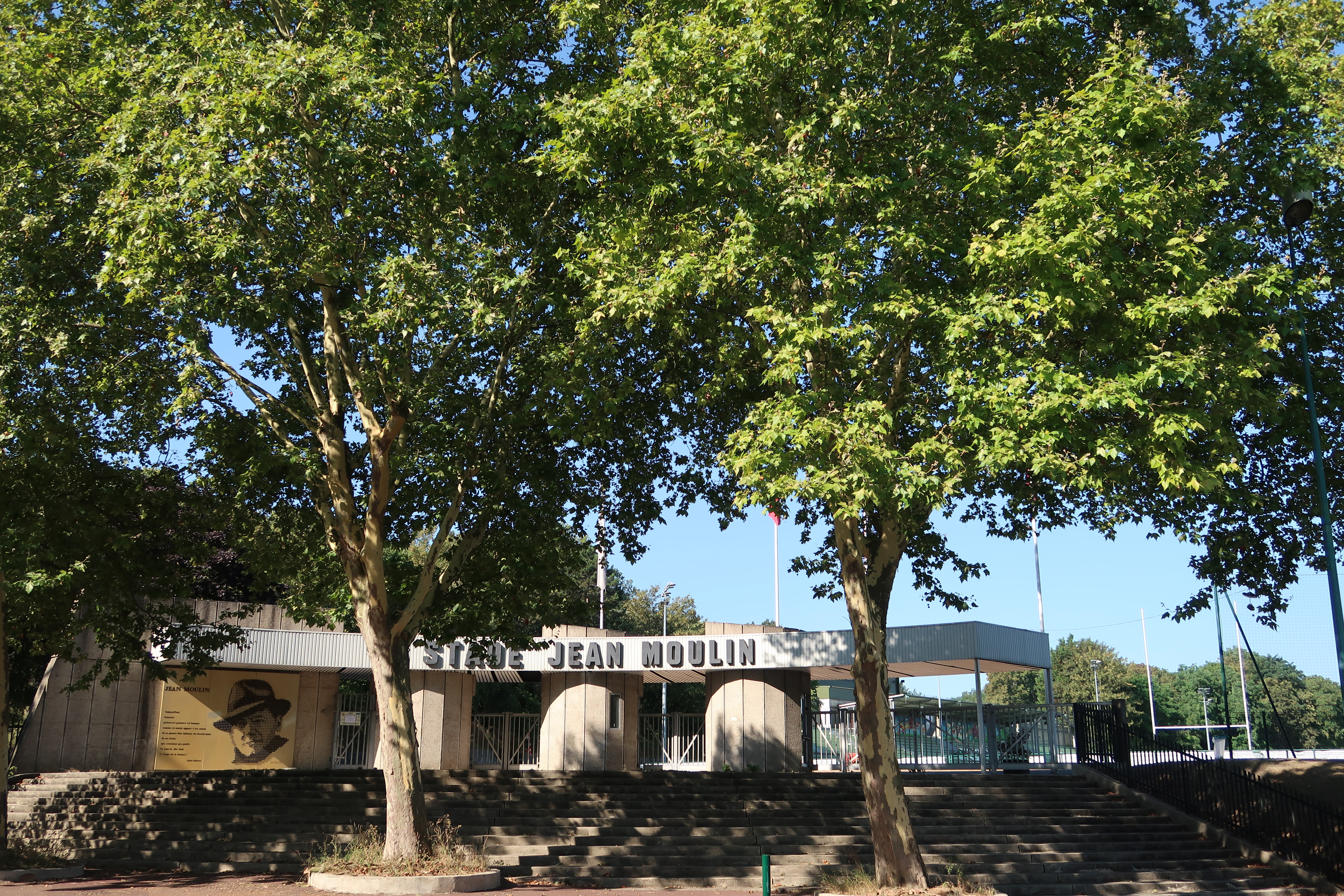
Le stade Jean-Moulin.
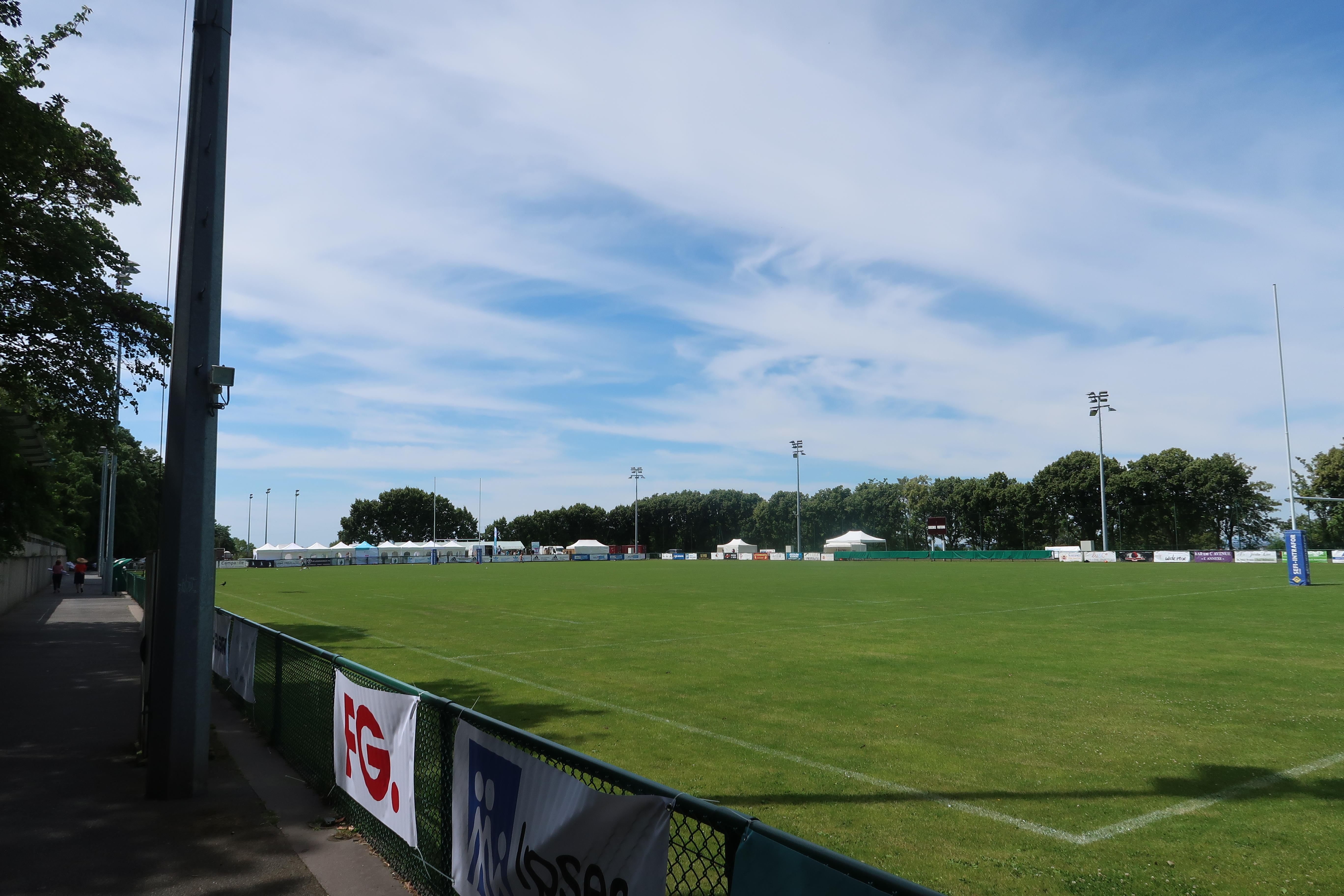
Terrain.

Le stade Jean-Moulin, anciennement stade Salvador-Allende (1973-1983), est depuis 1975 le siège du RC Suresnes.
Depuis 1983 (commémorations des 40 ans de la mort de Jean Moulin), le site est nommé stade Jean-Moulin.